# Zizaniopsis
Zizaniopsis là một chi thực vật có hoa trong họ Hòa thảo (Poaceae).

## Loài
Chi Zizaniopsis gồm các loài: